# 赤信号みんなで渡れば怖くない
赤信号みんなで渡れば怖くない（あかしんごうみんなでわたればこわくない）は、「禁止されていることも、集団でならば心理的な抵抗もなく実施してしまえる」という集団心理を表す言葉。
もともとはお笑いコンビ ツービートのブラックなギャグであったが、のちにギャグを超えてことわざと認識されるようになったとして、三省堂国語辞典の第8版（2021年）に収録された。
なお、書籍『ツービートのわッ毒ガスだ』ではこのギャグを「赤信号 みんなでわたればこわくない」（「赤信号」以外がすべて平仮名）と表記している。

## 概要
禁止をされているような事柄でも、集団で行うならば心理的な抵抗も無く行うことができるようになるということ。
人間が議論などをしている場合に、それが集団になったならば、よりリスクの高いような決断をしがちであるという心理があり、「赤信号みんなで渡れば怖くない」という状態になるのである。場の雰囲気に流されて極端な判断をしやすくなっているのである。現代のインターネットの匿名の掲示板などで、不特定多数の投稿によって炎上しているというのは、この言葉の表す状態である。
このようになっている原因としては、集団になっているということで匿名性が高まっているというのがある。人間というのは不特定多数の中に混じれば、一個人としての責任や恥などの社会的なモラルが低下しがちなためである。少数の人間が互いの顔が見える場での発言となれば誰が言ったということが特定できるために慎重になる。対してインターネットで多くの人が発言する場では、普段は行われないような過激な発言でも、言っても良いだろうと思って無責任にされるようになるのである。
幼い頃からこのようなことをしてはいけないとしつけられ、このようなことをするのに恥ずかしさと後ろめたさを持っているような人でも、他の人がこのようなことをしていて、しかもそれが正当化されているならば、「赤信号みんなで渡れば怖くない」という心理が働き、他の人がこのようなことをしているというのを口実として、自らも心理的な抵抗を無しにこのようなことをするようになるのである。この場合にはその行動を行っているのが大勢であり手厳しいほど心理的な抵抗が小さくなっていくのである。
「赤信号みんなで渡れば怖くない」というのは、日本人の国民性を表した言葉でもある。日本人というのは、みんながやっていたり、普通であったり、当たり前であったりするようなことに流されやすい傾向がある。日本人の相手に対しての行動を促す場合には、みんながそれを行っているということを理由として促した場合には、相手がそれを行うようになりがちである。みんなはやっているのにあなたはやらないのですかという空気を作り出したならば、やっていない自分の方がおかしいのかもしれないという心理が働きがちなのである。
似たような意味のことわざに「人衆ければ天に勝つ（ひとおおければてんにかつ）」がある

## 事例
令和６年の１２月に東洋大学が実施した新方式の入試方式が、文科省が公表する「大学入学者選抜実施要項」に違反しており「ルール違反である」旨の通告を文部科学省から受けた。
試験に先立つ１０月時点で、文科省から注意を受けていたにもかかわらず、１２月に当該の入試を実施しており、その後、文科省より再度、警告を受けた。

その際に東洋大学側は「（関西を中心に）他の大学も行っているのに、なぜうちだけ」と回答しており、ルール違反であることを認識していながら、他の大学も行っているからという理由で、禁止されている事項を行っており、これらの流れを「赤信号みんなで渡れば怖くない」と表した関係者もいた。